# Malcolm David Kelley
Malcolm David Kelley (ur. 12 maja 1992 w Bellflower) – amerykański raper, piosenkarz, autor tekstów i aktor.
Odtwórca roli Waltera „Walta” Lloyda (syna Michaela Dawsona) w pierwszym sezonie serialu ABC Zagubieni (2004–2009), za którą w 2006 otrzymał Young Artist Award.

## Życiorys
Urodził się w Bellflower w Kalifornii. Spędził pierwsze 11 miesięcy swojego życia w kalifornijskim systemie opieki zastępczej i został adoptowany w 1993 przez Patricię i Gary’ego Kelleyów. Wychowywał się z siostrą Sydney. Był sam w domu, gdy dom jego rodziny w Kalifornii był celem próby włamania w 2010.
Mając 5 lat brał udział w reklamach, zanim dostał role w serialach telewizyjnych i filmach. Debiutował na kinowym ekranie jako 7-letni Antwone Quenton „Fish” Fisher w dramacie biograficznym Denzela Washingtona Antwone Fisher (2002). W kwietniu 2006 na łamach magazynu „Teen People” znalazł się na liście 20 nastolatków, którzy zmienią świat, odzwierciedlający jego pracę z grupą rzeczników maltretowanych i zaniedbywanych dzieci.
W 2012 Kelley i jego były kolega z planu serialu Gigantic, Tony Oller, utworzyli popowy duet MKTO. Podpisali kontrakt z Columbia Records. W 2013 Kelley nagrał wspólnie z Céline Dion piosenkę „Save Your Soul” na płytę Loved Me Back to Life. Ale ich wersja w duecie znalazła się tylko na winylowej wersji albumu.

## Filmografia

### Filmy
- 2002: Antwone Fisher jako Antwone Fisher (w wieku 7 lat)
- 2004: Rewanż (You Got Served) jako Lil Saint
- 2005: Rycerze Południowego Bronksu (Knights of the South Bronx, TV) jako Jimmy Washington
- 2008: The Kings of Appletown jako Cliff
- 2009: Mississippi Damned jako młody Sammy
- 2011: Shredd (TV) jako młody Nate
- 2017: Detroit jako Michael Clark
- 2017: True to the Game jako Black

### Seriale
- 1998: Kocham tylko ciebie (For Your Love) jako Reggie (5 lat)
- 2001: Zwariowany świat Malcolma (Malcolm in the Middle) jako Dzieciak 1
- 2002: Przyjaciółki (Girlfriends) jako Malcolm
- 2002: Potyczki Amy (Judging Amy) jako Rudy Spruell
- 2004: Eve jako Martin
- 2004–2009: Zagubieni (Lost) jako Walter „Walt” Lloyd
- 2006: Prawo i porządek: sekcja specjalna (Law & Order: Special Victims Unit) jako Nathan Phelps
- 2006: Na imię mi Earl (My Name Is Earl) jako Alby
- 2007–2010: Ocalić Grace (Saving Grace) jako Benjamin Cooley
- 2010–2011: Giganci (Gigantic) jako Finn Katins
- 2011: Podkomisarz Brenda Johnson (The Closer) jako Curtis Hill
- 2014: Grzmotomocni (The Thundermans) w roli samego siebie
- 2015: Kości (Bones) jako Preston
- 2017: Blindspot: Mapa zbrodni jako Keith Rhodes
- 2017–2021: Niepewne (Insecure) jako Jerome Carter

## Nagrody
| Rok  | Nagroda                           | Kategoria                                                                   | Serial    |
| ---- | --------------------------------- | --------------------------------------------------------------------------- | --------- |
| 2006 | Nagroda Gildii Aktorów Ekranowych | Najlepszy zespół aktorski w serialu dramatycznym                            | Zagubieni |
| 2006 | Young Artist Award                | Najlepszy występ w serialu telewizyjnym (dramat) – młody aktor drugoplanowy | Zagubieni |